# Ack sälla stund jag efterlängtar
Ack sälla stund jag efterlängtar är en psalmtext med fem verser av Olof Ackerman.
Melodin densamma som till Vår store Gud gör stora under.

## Publicerad i
- Sions Nya Sånger 1778 som nr 151 i femte upplagan tryckt 1863.
- Nya Pilgrimssånger som nr 370 under rubriken "Den himmelska härligheten"
- Svenska Missionsförbundets sångbok 1920 som nr 459 under rubriken "Hemlandssånger".
- Guds lov 1935 som nr 437 under rubriken "Hemlandssånger".
- Sions Sånger 1951 som nr 3.
- Sions Sånger 1981 som nr 206 under rubriken "Längtan till hemlandet".